# 高岩 (清朝)
高岩，江苏如皋人，清朝政治人物。

## 生平
康熙十七年（1678年），接替王象麟任福建永安县知县，后由刘麟趾接任。